# 戀水癖
戀水癖（英語：Aquaphilia）是一種戀物癖形式，指人對水中或水下性行為感到特別的偏好，或是想像人在游泳與水下的姿態。
美國佛羅里達州棕櫚灘郡有一名自認是美人魚的戀水癖少女，她認為在水下感到很舒服，並熱衷於成為一個美人魚。